# E117号線
E117号線(E117ごうせん、英: European route E117) はロシアのミネラーリヌィエ・ヴォードィから、アルメニアのメグリを結ぶ、欧州自動車道路のBクラス幹線道路。

## 経路
- ロシア
  - ミネラーリヌィエ・ヴォードィ
  - ナリチク
  - ウラジカフカス
- ジョージア
  - トビリシ
- アルメニア
  - エレバン
  - ゴリス
  - メグリ